# Corriol de Java
El corriol de Java (Anarhynchus javanicus) és una espècie d'ocell de la família dels caràdrids (Charadriidae) que habita platges de sorra i aiguamolls de les costes de Java i illes properes.